# Фролова, Елизавета Андреевна
Елизаве́та Андре́евна Фроло́ва (род. 10 мая 2003, Сатка, Челябинская область) — российская биатлонистка, призёр чемпионата России. Мастер спорта России (2021).

## Биография
Родилась в городе Сатка Челябинской области. Её мама, Елизавета Станиславовна, была профессиональной легкоатлеткой.
В детстве увлекалась плаванием. В 5 классе начала заниматься лыжными гонками по приглашению школьного учителя физкультуры Ирека Гильмутдиновича Хилажева, который стал первым личным тренером Елизаветы. Позднее переехала в Тюмень. В 2018 году перешла в биатлон.
В 2019 году окончила спортшколу им. Гундарцева города Сатка, а затем — школу олимпийского резерва им. Носковой в Тюмени. 
Выпускница Института физической культуры ТюмГУ.
На внутрироссийских соревнованиях выступает за Тюменскую область. Тренируется в региональной команде у Максима Кугаевского.

### Спортивная карьера
Неоднократно становилась победителем и призёром всероссийских соревнований по биатлону среди юниорок.
В сезоне 2023/24 завоевала свою первую награду на взрослом уровне, выиграв серебро в эстафете на Чемпионате России в Тюмени.